# جاناتان اسمیت (ورزشکار)
جاناتان اسمیت (انگلیسی: Jonathan Smith؛ زادهٔ may ۹, ۱۹۶۱ (۶۳ سال)) ورزشکار روئینگ اهل ایالات متحده آمریکا است.
وی در مسابقات کشوری و بین‌المللی در مجموع برندهٔ ۱ مدال نقره، ۱ مدال برنز شده‌است.